# Forlandet-Nationalpark
Der Forlandet-Nationalpark (norwegisch Forlandet nasjonalpark) ist ein 4.634 km² großer Nationalpark auf der norwegischen Inselgruppe Spitzbergen. Er umfasst die Insel Prins Karls Forland. Das Gebiet des Parks erstreckt sich über 616 km² Festland und 4.018 km² Meeresfläche. Der Park ist einer von sieben Nationalparks auf Spitzbergen. Er wurde 1973 gegründet. 
Im Park befinden sich die weltweit nördlichsten Populationen von Seehunden und von Trottellummen. Es befinden sich zwei Vogelreservate im Nationalpark, die vom 15. Mai bis zum 15. August nicht betreten werden dürfen. Die Insel darf nicht mit motorisierten Fahrzeugen befahren werden.

## Bildergalerie

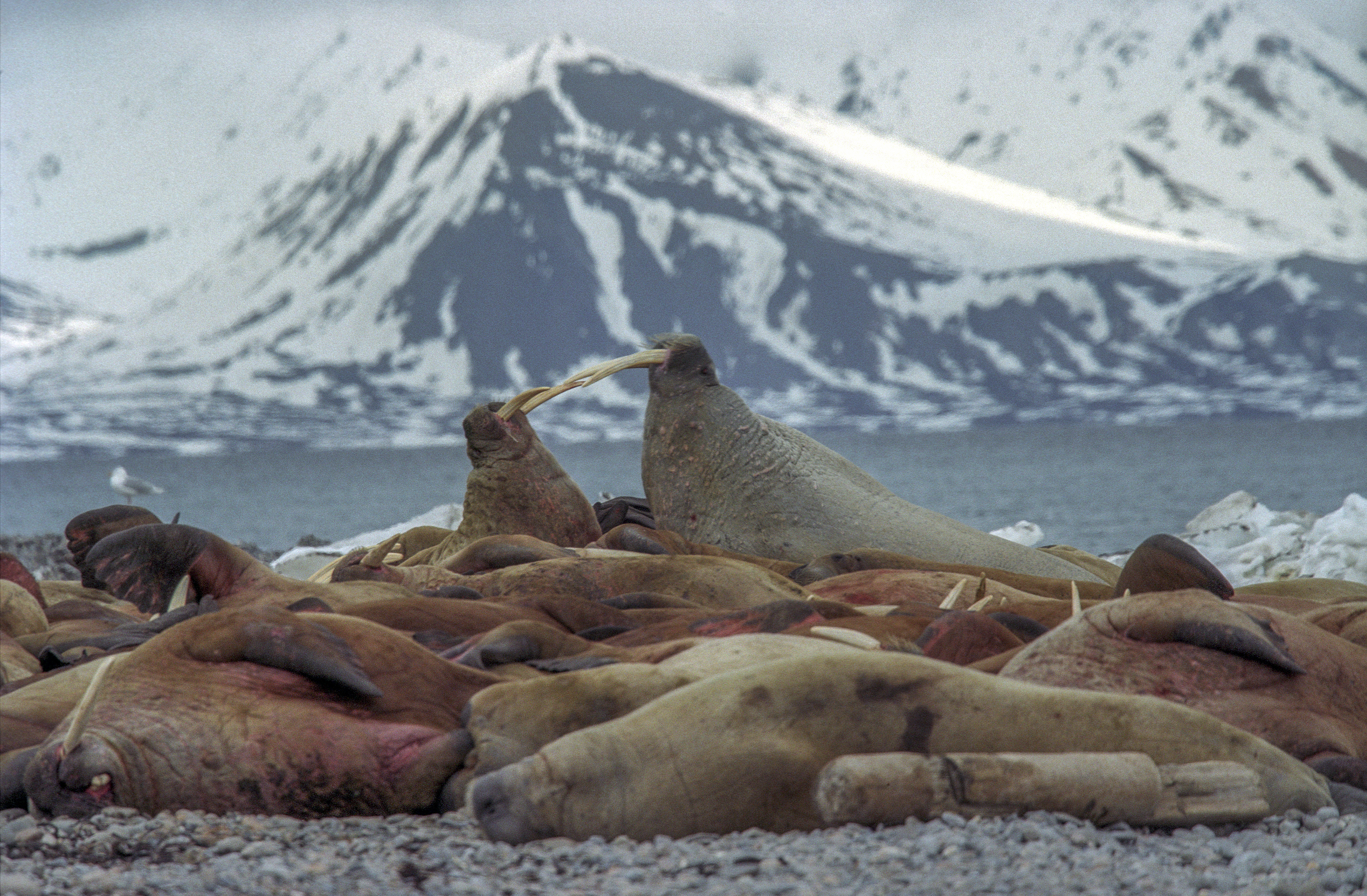
Walrosskolonie auf Prinz-Karl-Vorland
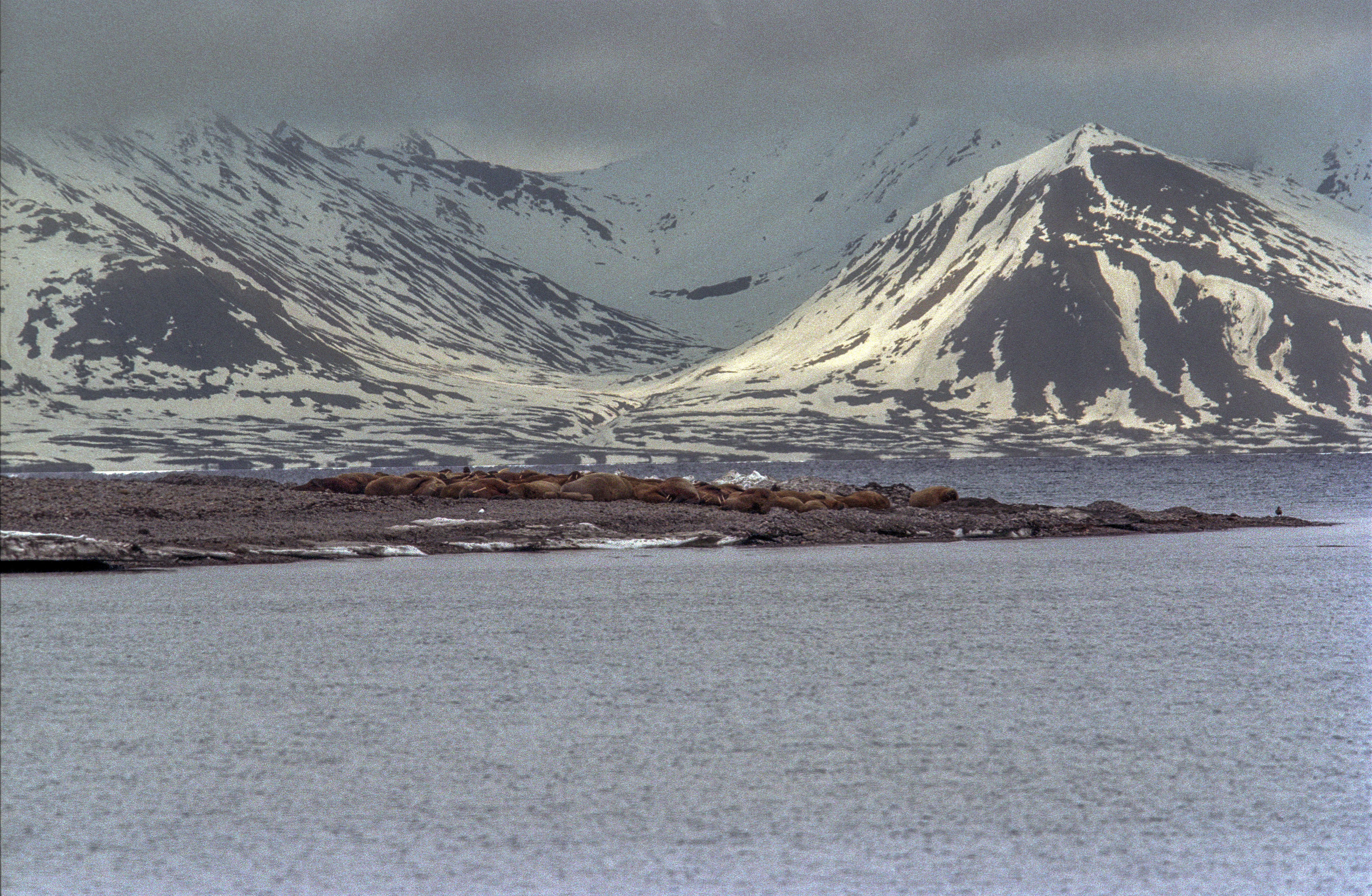
Walrosskolonie auf Prinz-Karl-Vorland